# Archidiócesis de Barcelona
La archidiócesis de Barcelona (en latín: Archidioecesis Barcinonensis y en catalán: Arquebisbat de Barcelona) es una circunscripción eclesiástica de la Iglesia católica en España. Se trata de una archidiócesis latina, sede metropolitana de la provincia eclesiástica de Barcelona. Desde el 6 de noviembre de 2015 su arzobispo es el cardenal Juan José Omella.

## Territorio y organización

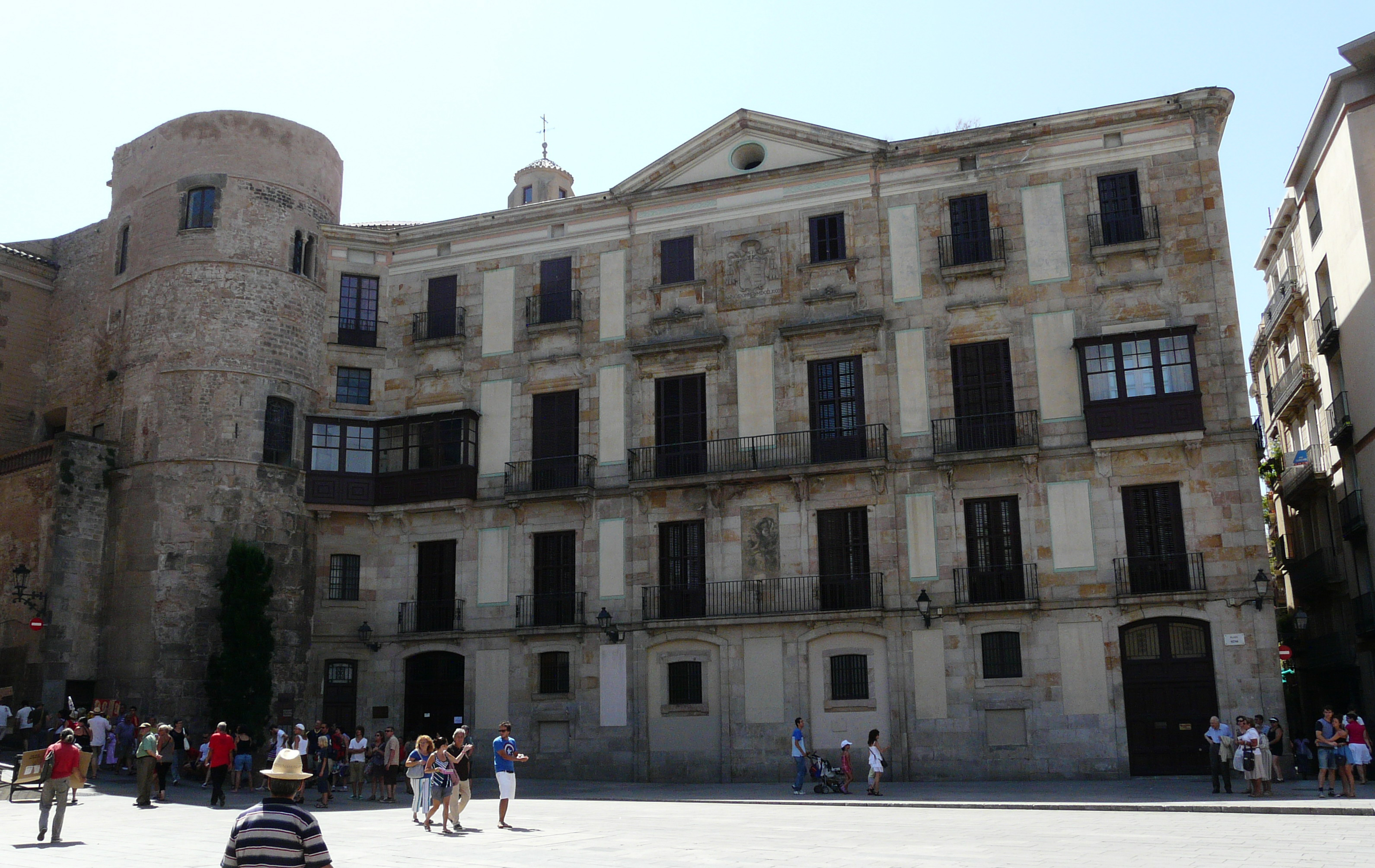
Palacio Episcopal de Barcelona

La archidiócesis tiene 340.53 km² y extiende su jurisdicción sobre los fieles católicos de rito latino residentes en la comunidad autónoma de Cataluña en los 26 municipios del sur de la provincia de Barcelona, extendida por las comarcas del Barcelonés, el Bajo Llobregat y el Maresme, en una franja costera del mar Mediterráneo. La archidiócesis limita por el norte con las diócesis de Tarrasa y Gerona y por el sur con la diócesis de San Felíu de Llobregat.

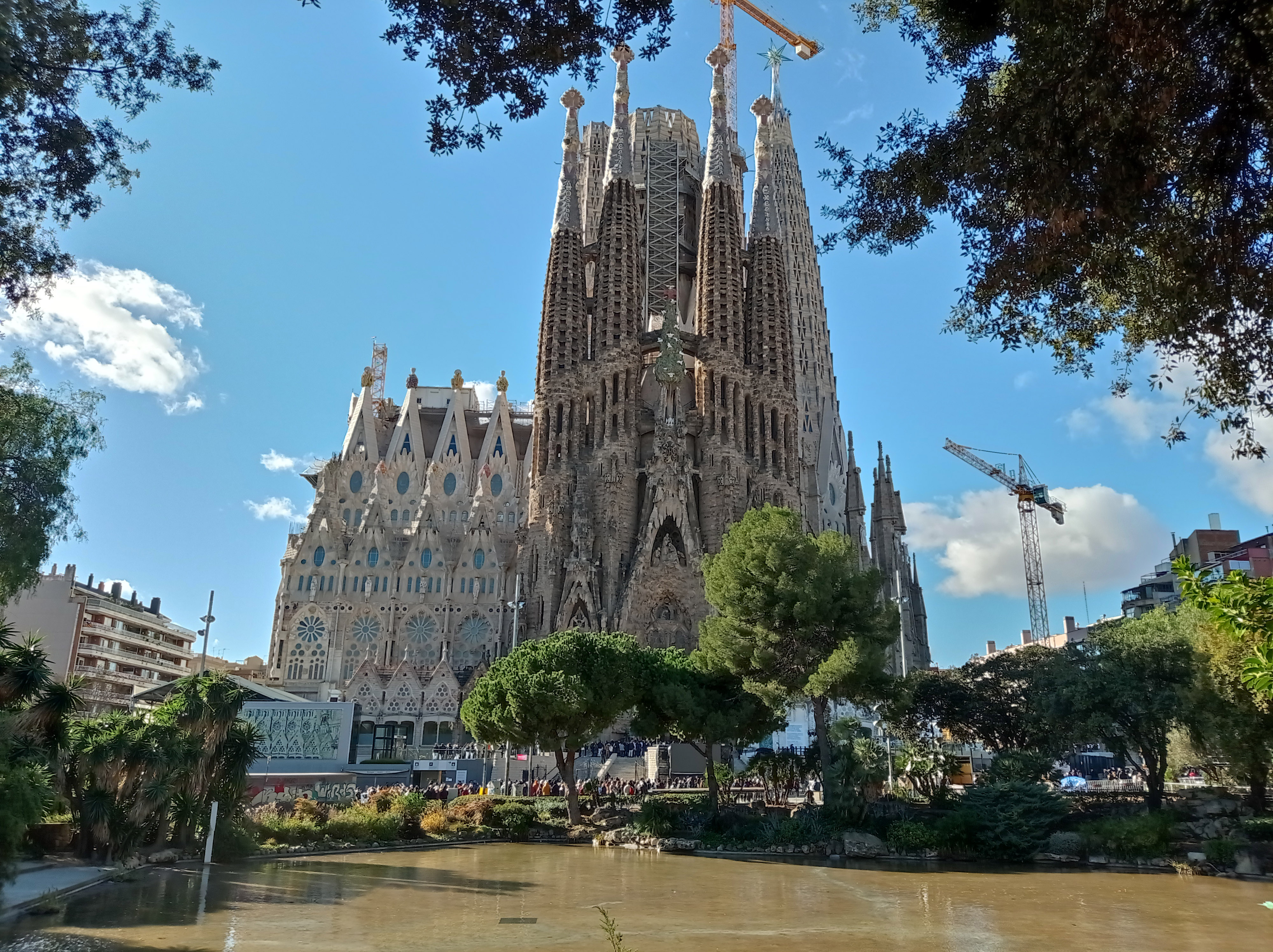
Basílica de la Sagrada Familia

La sede de la archidiócesis se encuentra en la ciudad de Barcelona, en donde se halla la Catedral de la Santa Cruz y Santa Eulalia y 8 basílicas menores, de las cuales la más conocida es la Sagrada Familia, obra aún no terminada, pero consagrada por el papa Benedicto XVI en 2010. Las otras 7 basílicas son: de Nuestra Señora de la Merced y San Miguel Arcángel, de Santa María del Mar, de Santa María del Pino, de San José Oriol, de los Santos Justo y Pastor, del Sagrado Corazón y de la Purísima Concepción y Asunción de Nuestra Señora. La residencia del arzobispo se encuentra en el Palacio Episcopal de Barcelona. La archidiócesis posee una gran riqueza arquitectónica en templos y santuarios, de los que varios han sido declarados monumento nacional.

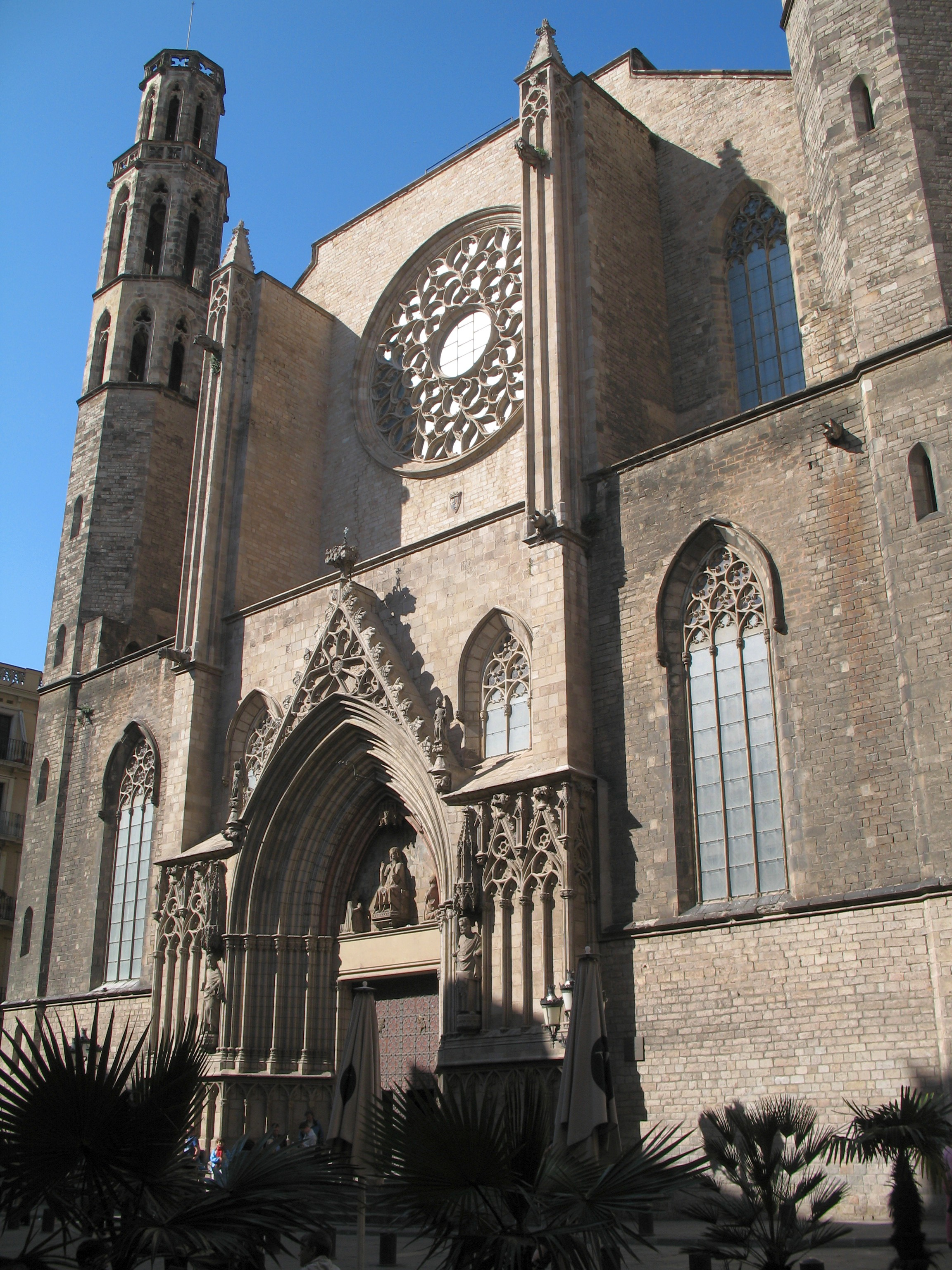
Basílica de Santa María del Mar

### Provincia eclesiástica
La provincia eclesiástica de Barcelona está formada por la archidiócesis de Barcelona —que es la sede metropolitana— y las diócesis sufragáneas de Tarrasa y San Felíu de Llobregat. El arzobispo de Barcelona es el metropolitano de la provincia eclesiástica.
| Provincia eclesiástica de Barcelona | Provincia eclesiástica de Barcelona | Provincia eclesiástica de Barcelona |
| Catedral                            | Advocación                          | Diócesis                            |
| ----------------------------------- | ----------------------------------- | ----------------------------------- |
| Catedral de Barcelona               | La Santa Cruz y Santa Eulalia       | Barcelona                           |
| Catedral de San Feliú de Llobregat  | San Lorenzo                         | San Feliú de Llobregat              |
| Catedral de Tarrasa                 | Espíritu Santo                      | Tarrasa                             |

La provincia fue creada en 2004 visto el crecimiento demográfico de la archidiócesis, que contaba con 4 millones de habitantes, de los cuales alrededor del 92 % eran considerados católicos. Actualmente, la provincia tiene alrededor de 459 parroquias, abarca unos 3147,53 km² en donde habitan aproximadamente 4.921.974 de personas de los cuales 4.238.915 son católicos, o sea el 88,93% de la población.
| Datos comparativos entre las diócesis de la provincia  | Datos comparativos entre las diócesis de la provincia | Datos comparativos entre las diócesis de la provincia | Datos comparativos entre las diócesis de la provincia | Datos comparativos entre las diócesis de la provincia | Datos comparativos entre las diócesis de la provincia |
| ------------------------------------------------------ | ----------------------------------------------------- | ----------------------------------------------------- | ----------------------------------------------------- | ----------------------------------------------------- | ----------------------------------------------------- |
| Diócesis                                               | Erigida                                               | Área(km²)                                             | % C.                                                  | Población total                                       | P.                                                    |
| Barcelona                                              | Siglo IV                                              | 340,53                                                | 79,6                                                  | 2.661.538                                             | 214                                                   |
| Tarrasa                                                | 15 de junio de 2004                                   | 1.197                                                 | 98,6                                                  | 1.254.000                                             | 123                                                   |
| San Felíu de Llobregat                                 | 15 de junio de 2004                                   | 1.610                                                 | 88.6                                                  | 1.006.436                                             | 122                                                   |
| Total                                                  | Total                                                 | 3.147,53                                              | 88,93                                                 | 4.921.974                                             | 459                                                   |
| P.=Número de parroquias; % C.=Porcentaje de católicos; |                                                       |                                                       |                                                       |                                                       |                                                       |

### División pastoral
En 2020 en la archidiócesis existían 215 parroquias agrupadas en 6 zonas pastorales y 26 arciprestazgos:
Zona pastoral 1:
- Arciprestazgo de la Catedral
- Arciprestazgo de Ramblas-Pueblo Seco
- Arciprestazgo de San José Oriol
- Arciprestazgo de Purísima Concepción
- Arciprestazgo de Sagrada Familia
- Arciprestazgo de San Martín

Zona pastoral 2:
- Arciprestazgo de Horta
- Arciprestazgo de Guinardó
- Arciprestazgo de Valle de Hebrón
- Arciprestazgo de Vilapicina
- Arciprestazgo de Gracia
- Arciprestazgo de San Gervasio
- Arciprestazgo de Sarriá

Zona pastoral 3:
- Arciprestazgo de Pueblo Nuevo
- Arciprestazgo de Provençals
- Arciprestazgo de San Andrés
- Arciprestazgo de Trinitat-Roquetes

Zona pastoral 4:
- Arciprestazgo de Sants - La Marina
- Arciprestazgo de la Torrassa - Collblanc
- Arciprestazgo de Hospitalet de Llobregat
- Arciprestazgo de Cornellá de Llobregat

Zona pastoral 5:
- Arciprestazgo de Badalona sur
- Arciprestazgo de Badalona norte
- Arciprestazgo de Gramanet

Zona pastoral 6:
- Arciprestazgo de la Cisa
- Arciprestazgo de Mataró

### Formación sacerdotal

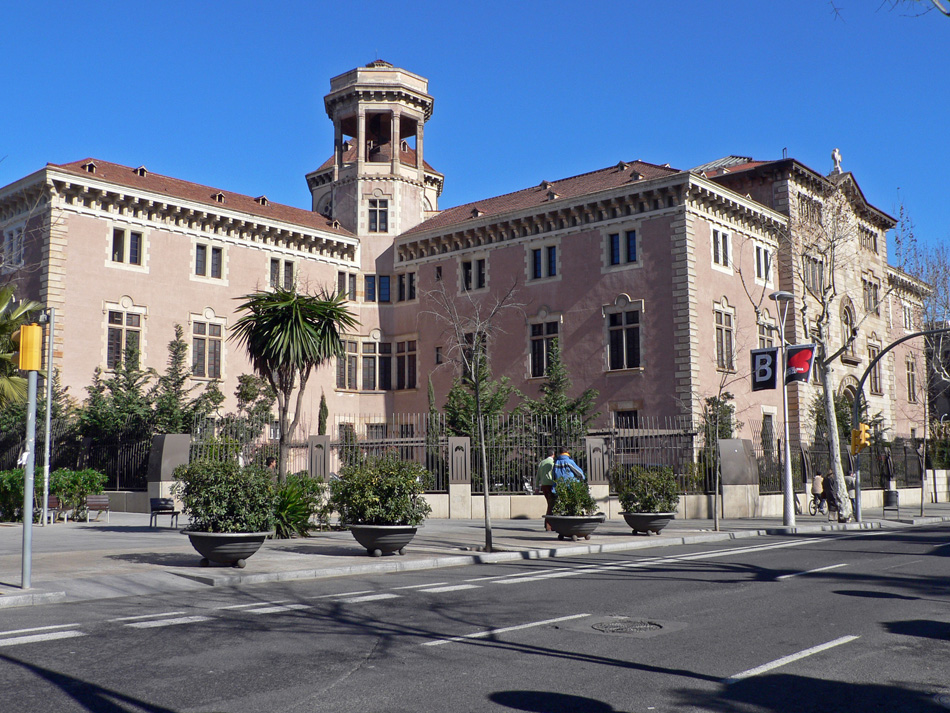
Seminario Mayor de Barcelona

Para atender las aspiraciones al ministerio presbiteral, la archidiócesis cuenta con un centro de formación sacerdotal: 
- Seminario Conciliar de Barcelona (Seminario Mayor): fundado en 1545 como fruto del Concilio de Trento, está destinado a la formación de las vocaciones sacerdotales. La primera sede se encontraba en la calle Montalegre, desde 1593 hasta 1772. Tras varios traslados de sede, en 1970 se fijó la residencia en un edificio en la calle Diputación. El 1984 se inició un proceso de rehabilitación para acoger a la comunidad de seminaristas y profesores, que finalizó en 1999.
- Seminario Menor de Barcelona.

### Medios de comunicación
La archidiócesis de Barcelona, a través de la Fundació Missatge Humà i Cristià (en castellano: Fundación Mensaje Humano y Cristiano) es propietaria del semanario de información y cultura religiosa Catalunya Cristiana y también de la cadena radiofónica: Ràdio Estel.

## Historia

### Orígenes
El cristianismo arraigó pronto en este territorio coincidiendo con el proceso de romanización. Hay indicios de vida cristiana desde el siglo III con la presencia evangelizadora de Cucufato, martirizado durante la persecución de Diocleciano en 304, aunque los testimonios arqueológicos y epigráficos son muy escasos. Las tradiciones locales dan noticias de otros mártires del mismo momento, como Eulalia de Barcelona, Medín, Juliana y Semproniana de Mataró y el obispo Severo de Barcelona, pero estas noticias son históricamente dudosas.
Los primeros obispos documentados son Olimpio de Barcelona, que acudió al Concilio de Arlés en 314, Pretextato, que asistió al Concilio de Sárdica en un año no especificado entre 343 y 347, Paciano (famoso escritor eclesiástico de la segunda mitad del siglo IV) y Lampio, que ordenó de presbítero a Paulino de Nola. Pertenece a esta época la basílica dedicada a la Vera Cruz, con baptisterio exento, localizada arqueológicamente en el subsuelo de la catedral actual.
Barcelona formaba parte de la provincia romana Tarraconense y por lo tanto dependía, como diócesis, de la provincia eclesiástica de la archidiócesis de Tarragona.
A partir del siglo V se abrió una época confusa debido a las invasiones de los visigodos, los cuales llevaron la herejía del arrianismo. Hasta el 589 parece que coexistieron dos obispos dentro de la ciudad de Barcelona: el católico y el arriano. En 450 se creó el obispado de Egara, desmembrado del de Barcelona, y a pesar de los intentos de unir las dos diócesis con el obispo Ireneo Egarensis, las dos sedes permanecieron distintas hasta la ocupación árabe de la región. 
Entre 540 y 599 se celebraron dos concilios generales de toda Hispania en la ciudad de Barcelona.
En época visigoda se celebraron en Barcelona dos concilios de la provincia de Tarragona. El primero tuvo lugar alrededor de 540. De este concilio quedan seis cánones, que tratan en particular de cuestiones litúrgicas y de disciplina eclesiástica. El segundo concilio, del que quedan cuatro cánones, se celebró en 599 bajo la presidencia del metropolitano Asiático. También participó el obispo de Barcelona Ugno, que en el pasado había adherido al arrianismo, pero que, tras su retractación, había sido readmitido a la comunión católica en el Concilio de Toledo de 589. En el concilio del 599 se hizo mención por primera vez de la catedral diocesana, la ecclesia sanctae Crucis.

### Edad Media
La ciudad de Barcelona fue conquistada por los árabes antes del 716, año en el que fue ocupada la Narbona francesa. La invasión musulmana provocó la fuga del obispo Laúlfo de Barcelona y del obispo de Egara, la interrupción de la sucesión episcopal en Barcelona y la desaparición del obispado de Egara. Durante los ochenta años siguientes no se conocen más obispos de Barcelona, aunque es seguro que el cristianismo sobrevivió. Los habitantes de estas ciudades, carentes de obispos, se organizaron de tal manera y con suficiente libertad para ofrecer sus ciudades a los francos cuando Carlomagno y sus descendientes emprendieron las campañas de conquista del sur de los Pirineos.
En 801 la ciudad de Barcelona fue conquistada por los francos de Ludovico Pío y se convirtió en uno de los centros más importantes de la marca Hispánica, señorío feudal del reino franco. Los carolingios nunca vieron con buenos ojos el antiguo estamento episcopal visigodo e impusieron nuevos obispos francos fieles al imperio. Probablemente la diócesis fue restaurada unos años más tarde, de hecho, el primer obispo conocido es Ataulf, mencionado en 858 (o tal vez Juan en 850). Puesto que Tarragona seguía en manos musulmanas, en este momento las diócesis españolas de la marca, incluida Barcelona, pasaron a formar parte de la provincia eclesiástica de la arquidiócesis de Narbona y lo seguirán siendo hasta que la ciudad de Tarragona fue liberada de los árabes y se restableció su provincia eclesiástica (comenzando del siglo XII). Esta sumisión a Narbona fue mal acogida y a partir del siglo X hubo varios intentos de restaurar la sede de Tarragona, topando con la oposición de Roma, la sede de Narbona y los reyes carolingios. En 985 Barcelona fue asaltada por las tropas de Almanzor y en aquel asalto fue destruida la vieja catedral paleocristiana.
A partir del siglo XI la iglesia barcelonesa se organizó a la sombra de los poderes civiles emergentes. Los obispos se caracterizaron por su total sumisión a los vizcondes de Barcelona, los cuales consideran el obispado como una posesión propia y por eso actuaban nombrando obispos y haciéndolo objeto de venta o herencia. Los obispos, interesados en la adquisición de nuevos territorios dentro del proceso de reconquista, destacaron más como batalladores que como guías espirituales. De este siglo es la construcción de la nueva catedral románica bajo el patronazgo de los condes de Barcelona Ramón Berenguer I y Almodis de la Marca.
En el siglo XII se llevó a cabo la organización del obispado en parroquias y bajo el impulso del obispo Olegario se inició la aplicación de la reforma gregoriana. Este prelado participó en muchos concilios europeos, fue consejero de los condes de Barcelona Ramón Berenguer III, al cual aconsejó en su política ultrapirenaica, y Ramón Berenguer IV, al cual aconsejó en su unión con Aragón. Con él también se aconteció la anhelada restauración de la sede de Tarragona, siendo el primer arzobispo efectivo después de la conquista musulmana. En 1154 el papa Anastasio IV definió los límites de la provincia eclesiástica de Tarragona y en consecuencia estableció oficialmente la sufragancia de Barcelona respecto de Tarragona. A lo largo de los siglos xi y xii adquirieron gran importancia el Monasterio de San Cugat del Vallés y el Monasterio de Santes Creus, con amplias posesiones de territorio y patronazgo de parroquias. A partir de la primera mitad del siglo XII, Barcelona se convirtió en la capital del reino de Aragón, lo que aumentó considerablemente el prestigio de la sede episcopal, cuyos obispos asumieron cada vez más un papel político. El obispo Bernardo Pelegrí inició la construcción de la nueva catedral gótica en 1298, en sustitución de la anterior dedicada a la Santa Cruz, que fue transformada en mezquita en época musulmana, y que ya había sido restaurada por el obispo Guislaberto en el siglo XI. Se completó en el siglo XV a excepción de la fachada añadida en 1887.
Durando el siglo XIII se inició la presencia e influencia de las órdenes mendicantes. A este hecho se tiene que añadir la fundación de la orden de la Merced, fundada por Pedro Nolasco con la ayuda del obispo Berenguer II de Palou y del rey Jaime I. La colaboración de este obispo en la conquista de Mallorca dio al obispado de Barcelona amplios territorios en la isla, que fueron administrados por la diócesis hasta el siglo XIX. El 1233 el rey Jaime I cedió a las presiones del papa e implantó la inquisición pontificia en Barcelona, con la ayuda de Raimundo de Peñafort, para combatir los cátaros.
Durando el pontificado de Ponç de Gualba (1303-1334) se llevó a cabo la organización administrativa de la diócesis con el inicio de la redacción de los registros documentales de las actividades de la curia episcopal, que se conservan al Archivo Diocesano de Barcelona. A lo largo del siglo XV se hizo notar la influencia de los papas de la familia Borja y se inició la costumbre de no residir en la sede episcopal. Pero el hecho más remarcable de este periodo fue la construcción del tercer templo catedralicio, el gótico, a pesar de que quedó inconcluido por los efectos de la crisis general del país, a consecuencia de la guerra civil Catalana.

### Edad Moderna
La política absentista de muchos de los obispos barceloneses del siglo XV provocó el aumento del poder y prestigio del capítulo catedralicio que ostentaron, de hecho, el gobierno de la diócesis. No fue hasta la elección del obispo Jaume Caçador (1546-1561) que desaparece el problema del absentismo de los obispos, puesto que este prelado inició la reforma diocesana de acuerdo con el espíritu del Concilio de Trento. colaboraron con un importante papel las órdenes reformadoras (capuchinos, carmelitas descalzos) y especialmente los jesuitas. En obispo Joan Dimas Lloris inauguró el seminario tridentino el 13 de septiembre de 1598. Cerrado desde 1651 fue reabierto por el obispo Felipe Aguado Requejo en 1735.
Durando el siglo XVII los obispos de Barcelona estuvieron asociados a cargos de política civil, a menudo por influencia de los monarcas. Dos obispos desarrollaron el cargo de lugarteniente de Cataluña, Joan Sentís y Sunyer (1622-1627) y García Gil de Manrique y Maldonado (1640). Este último fue el primero de una serie de obispos castellanos que la monarquía impuso en el contexto del enfrentamiento entre las autoridades catalanas y el rey.
El desenlace de la guerra de sucesión española supuso el exilio del obispo Benet de Sala i de Caramany, primer obispo de Barcelona creado cardenal, y la expulsión de 350 clérigos por su actitud contraria a Felipe V. Se abrió entonces un importante periodo que comportó el nombramiento sistemático de obispos foráneos (hasta 1850 solo tres obispos serían de habla catalana), la suspensión de los sínodos diocesanos y el retroceso de la libertad pastoral de la diócesis.
El último de estos obispos de habla catalana, Joseph Climent (1766-1775), fue el responsable del traslado del seminario tridentino al Colegio de Belén, antiguo centro de los jesuitas abandonado por la expulsión de esta orden de España en 1767. Igualmente fue el creador de la Biblioteca Episcopal (1772), de escuelas primarias gratuitas y de aceptar el catalán como lengua pastoral.
La ocupación napoleónica comportó una campaña de persecución contra la Iglesia. Desde 1808 hasta 1814 la diócesis estuvo sin obispo, se suprimieron las órdenes religiosas, muchos conventos fueron cerrados y numerosos sacerdotes y religiosos fueron asesinados. La persecución supuso, además, la destrucción y pérdida de una parte muy importante del patrimonio cultural eclesiástico diocesano con la quema de iglesias, obras de arte y archivos parroquiales.
El apoyo de la iglesia a la causa del carlismo durante el periodo posterior comprometió su acción pastoral, a pesar de que durante el trienio liberal (1820-1823) se alimentó una tendencia de carácter liberal entre el clero barcelonés. La reacción absolutista de 1823 persiguió duramente a este clero liberal.
Las desamortizaciones españolas provocaron la exclaustración de numerosos monasterios y conventos, seguida de la quema de muchos de ellos. Consecuencia de esto fue la nueva división parroquial de la ciudad de Barcelona promovida por el obispo Pedro Martínez de San Martín (1833-1849) en la que antiguas iglesias monacales y conventuales fueron reconvertidas en parroquias. El conflicto entre carlistas y liberales perduró durante la segunda guerra carlista con la oposición del obispo Josep Domènec Costa i Borràs (1848-1957) a los liberales.
En 1874 el monasterio de Montserrat y algunas parroquias fueron cedida por la diócesis de Vic a la de Barcelona.

### sigloXX
Entre 1878 y 1908, la tendencia integrista de los obispos barceloneses experimentó un cierto retroceso, especialmente en los pontificados de los obispos José María Urquinaona (1878-1883), Jaume Català (1883-1899), Josep Morgades (1899-1901) y Salvador Casañas i Pagès (1901-1908), a la vez que se reinició el proceso de recatalanización de la Iglesia. A pesar de esto no se pudo evitar un nuevo brote anticlerical en julio de 1909 en el suceso conocido como la Semana Trágica. Sangrientos movimientos anticlericales incendiaron numerosos monasterios e iglesias de Barcelona, provocando la destrucción de preciosas obras de arte y documentos de archivo antiguos; en 1835 murieron varios religiosos.
A pesar de este episodio, un numeroso sector de la Iglesia en Cataluña continuó luchando a favor de la renovación cultural y pastoral. Se promovió el Primer Congreso Litúrgico de Montserrat (1915), la expansión de la obra del Fomento de Piedad Catalana y el inicio de las versiones bíblicas modernas al catalán. Hubo la oposición a la imposición del castellano en la predicación y en la catequesis que intentó llevar a cabo la dictadura de Primo de Rivera (1923-1930), hecho que causó conflictos y persecución de algunos de los miembros del clero.
La apertura pastoral y de pensamiento se vio frenada durante el pontificado del obispo Manuel Irurita (1930-1936). El estallido de la guerra civil española (1936-1939) interrumpió la vida diocesana: la mayoría de las iglesias fueron saqueadas y quemaduras, especialmente los dos primeros meses de la guerra, y el mismo obispo, 277 sacerdotes, 537 religiosos y 46 religiosas de la diócesis fueron asesinados, además de numerosos laicos relacionados con la vida diocesana y parroquial. Reducida a la clandestinidad, la iglesia barcelonesa fue dirigida por el religioso Josep Maria Torrent, nombrado vicario general de la diócesis por el obispo Irurita al estallar el conflicto.
El fin de la guerra supuso un proceso de reconversión política y cultural no sólo de la diócesis sino de toda la Iglesia en Cataluña. La organización clandestina que había funcionado fue sustituida por una nueva jerarquía impuesta por el gobierno franquista, que en 1941 obtuvo el derecho de presentación de obispos. En primer lugar actuó como administrador apostólico Miguel de los Santos Díaz Gómara (1939-1942), obispo de Cartagena, y el primer obispo titular de la nueva etapa fue Gregorio Modrego (1942-1967) que fue también el primer arzobispo. Modrego fue el promotor de una nueva organización parroquial en 1948 basada en la recuperación y restauración de las antiguas iglesias, así como en la erección de más de cien nuevas parroquias, necesarias para acoger la creciente población inmigrada de la ciudad. También fue el artífice del XXXV Congreso Eucarístico Internacional celebrado en Barcelona en 1952.
En 1957, tras el acuerdo de 1953 que establecía que los límites de las diócesis coincidieran con los de las provincias civiles, mediante el decreto Initis inter Sanctam Sedem la diócesis cedió 21 parroquias al archidiócesis de Tarragona y 7 a la diócesis de Vic, existiendo también un intercambio de parroquia por otra parte con la diócesis de Gerona. La parrocchia de Arenys de Mar retornó a Gerona en 1975.
Durante la década de 1960 la diócesis experimentó la recuperación de ciertos valores autóctonos, acogidos principalmente por el monasterio de Montserrat, y la recepción de nuevos que cristalizaron en la Delegación Diocesana de Escultismo y los movimientos especializados de Acción Católica. Fue una época de gran impulso religioso, intelectual y cultural que topó con las autoridades eclesiásticas y franquistas. Estos problemas estallaron en el momento de la sustitución del arzobispo Modrego, en que estalló la campaña Volem bisbes catalans! («¡Queremos obispos catalanes!»). El nuevo arzobispo fue Marcelo González Martín (1967-1971), que a pesar de la oposición catalanista dio un nuevo impulso a la estructura archidiocesana con la creación de nuevas instituciones como por ejemplo la facultad de Teología de Barcelona, con el tiempo Facultad de Teología de Cataluña.
El 25 de marzo de 1964 fue elevada al rango de archidiócesis inmediatamente sujeta a la Santa Sede con la bula Laeto animo del papa Pablo VI.
La celebración del Concilio Vaticano II (1963-1965) dio nuevas alas al movimiento de renovación de la Iglesia. A la vez, la decadencia del régimen franquista y su fin ofrecieron nuevas perspectivas a la archidiócesis que se desarrollaron durante el pontificado de Narcís Jubany (1971-1990). Este arzobispo y cardenal promovió la participación de los distintos sectores de la diócesis mediante la convocatoria de una Asamblea Diocesana, una reforma moderada de la archidiócesis e impulsó la creación de la Universidad Ramon Llull y la emisora Ràdio Estel.

### sigloXXI

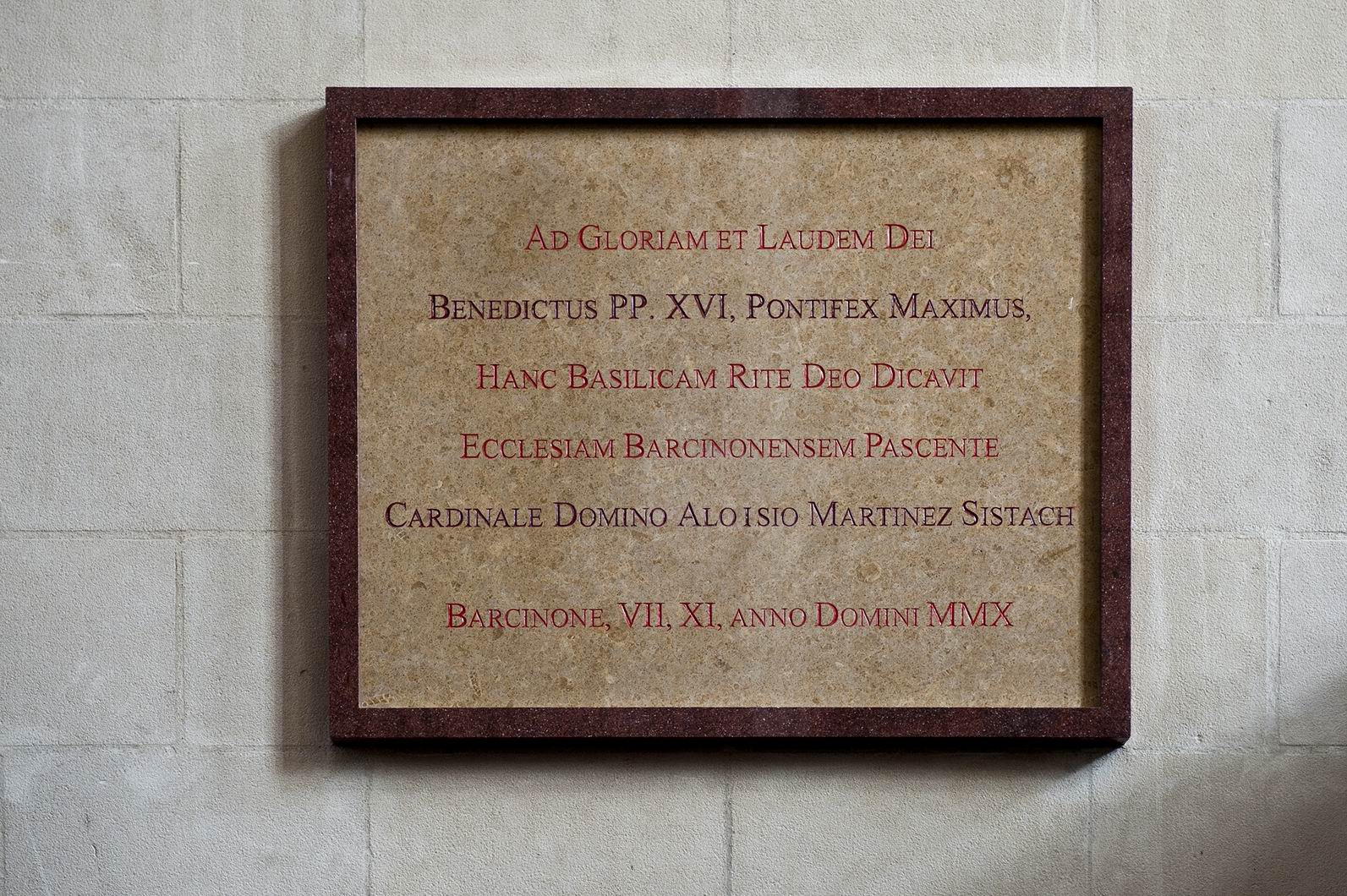
Placa en la basílica de la Sagrada Familia

El arzobispo y cardenal Ricard Maria Carles (1990-2004) fue el promotor de la creación de las actuales cuatro zonas pastorales al frente de las cuales consiguió el nombramiento de cuatro obispos auxiliares. El 15 de junio de 2004 fue elevada a sede metropolitana con la bula Ad totius dominici del papa Juan Pablo II, asignándoles como iglesias sufragáneas las nuevas diócesis de Tarrassa y San Feliú de Llobregat, erigidas con el territorio desmembrado de la archidiócesis de Barcelona. Tomaron cuerpo con normalidad las vicarias episcopales territoriales y funcionales, así como los organismos canónicos de participación y consejo o las delegaciones diocesanas. Diez años después Cáritas y el Tribunal eclesiástico ya eran una realidad diferente en cada diócesis.
Ricard Maria Carles fue sucedido por el arzobispo y cardenal Lluís Martínez Sistach. El papa Benedicto XVI visitó la ciudad de Barcelona los días 6 y 7 de noviembre de 2010 para dedicar el Templo Expiatorio de la Sagrada Familia y elevarlo a basílica.
El día de la festividad de san Esteban, en sustitución de Lluís Martínez Sistach tomó posesión de la archidiócesis de Barcelona Juan José Omella, natural de Cretas (Matarraña), en la Franja de Aragón, prelado muy próximo al papa Francisco, quién lo había nombrado el 6 de noviembre.

## Estadísticas
Según el Anuario Pontificio 2021 la archidiócesis tenía a fines de 2020 un total de 2 157 187 fieles bautizados.
| Año                                                                             | Población            | Población | Población      | Sacerdotes | Sacerdotes    | Sacerdotes    | Bautizados por sacerdote | Diáconos permanentes | Religiosos | Religiosos | Parroquias |
| Año                                                                             | Bautizados católicos | Total     | % de católicos | Total      | Clero secular | Clero regular | Bautizados por sacerdote | Diáconos permanentes | Varones    | Mujeres    | Parroquias |
| ------------------------------------------------------------------------------- | -------------------- | --------- | -------------- | ---------- | ------------- | ------------- | ------------------------ | -------------------- | ---------- | ---------- | ---------- |
| 1950                                                                            | 2 050 000            | 2 065 000 | 99.3           | 1394       | 714           | 680           | 1470                     |                      | 1120       | 5350       | 375        |
| 1959                                                                            | 2 250 000            | 2 301 500 | 97.8           | 1369       | 816           | 823           | 1372                     |                      | 2231       | 7642       | 357        |
| 1970                                                                            | 3 500 000            | 3 622 257 | 96.6           | 2093       | 1005          | 1088          | 1672                     |                      | 2147       | 6872       | 438        |
| 1980                                                                            | 4 457 000            | 4 515 017 | 98.7           | 1901       | 875           | 1026          | 2344                     | 1                    | 1830       | 6908       | 451        |
| 1990                                                                            | 3 859 000            | 4 261 214 | 90.6           | 1761       | 823           | 938           | 2191                     | 36                   | 1556       | 5547       | 453        |
| 1999                                                                            | 4 303 467            | 4 678 945 | 92.0           | 1464       | 745           | 719           | 2939                     | 50                   | 1181       | 4755       | 455        |
| 2000                                                                            | 4 303 467            | 4 678 945 | 92.0           | 1466       | 742           | 724           | 2935                     | 50                   | 1188       | 4609       | 454        |
| 2001                                                                            | 4 303 467            | 4 678 945 | 92.0           | 1455       | 735           | 720           | 2957                     | 50                   | 1211       | 4630       | 453        |
| 2002                                                                            | 4 303 467            | 4 678 945 | 92.0           | 1440       | 742           | 698           | 2988                     | 50                   | 1198       | 4143       | 453        |
| 2003                                                                            | 3 956 616            | 4 301 346 | 92.0           | 1512       | 735           | 777           | 2616                     | 55                   | 1222       | 3508       | 453        |
| 2004                                                                            | 3 956 616            | 4 301 346 | 92.0           | 1410       | 737           | 673           | 2806                     | 56                   | 1159       | 4085       | 454        |
| 2006                                                                            | 2 302 177            | 2 606 362 | 88.3           | 1036       | 489           | 547           | 2222                     | 37                   | 869        | 3012       | 212        |
| 2013                                                                            | 2 119 915            | 2 661 538 | 79.6           | 862        | 414           | 448           | 2459                     | 40                   | 695        | 2584       | 214        |
| 2015                                                                            | 2 106 260            | 2 644 172 | 79.7           | 821        | 398           | 423           | 2565                     | 47                   | 603        | 2370       | 214        |
| 2016                                                                            | 2 105 820            | 2 643 620 | 79.7           | 813        | 389           | 424           | 2590                     | 45                   | 597        | 2299       | 215        |
| 2018                                                                            | 2 127 309            | 2 670 596 | 79.7           | 776        | 376           | 400           | 2741                     | 43                   | 566        | 2060       | 215        |
| 2020                                                                            | 2 157 187            | 2 708 105 | 79.7           | 698        | 303           | 395           | 3090                     | 47                   | 574        | 1864       | 215        |
| Fuente: Catholic-Hierarchy, que a su vez toma los datos del Anuario Pontificio. |                      |           |                |            |               |               |                          |                      |            |            |            |

Durante 2015-2016 se ordenaron cinco sacerdotes y durante el curso 2016-2017 se formaron 27 seminaristas mayores en el Seminario Mayor.

## Episcopologio

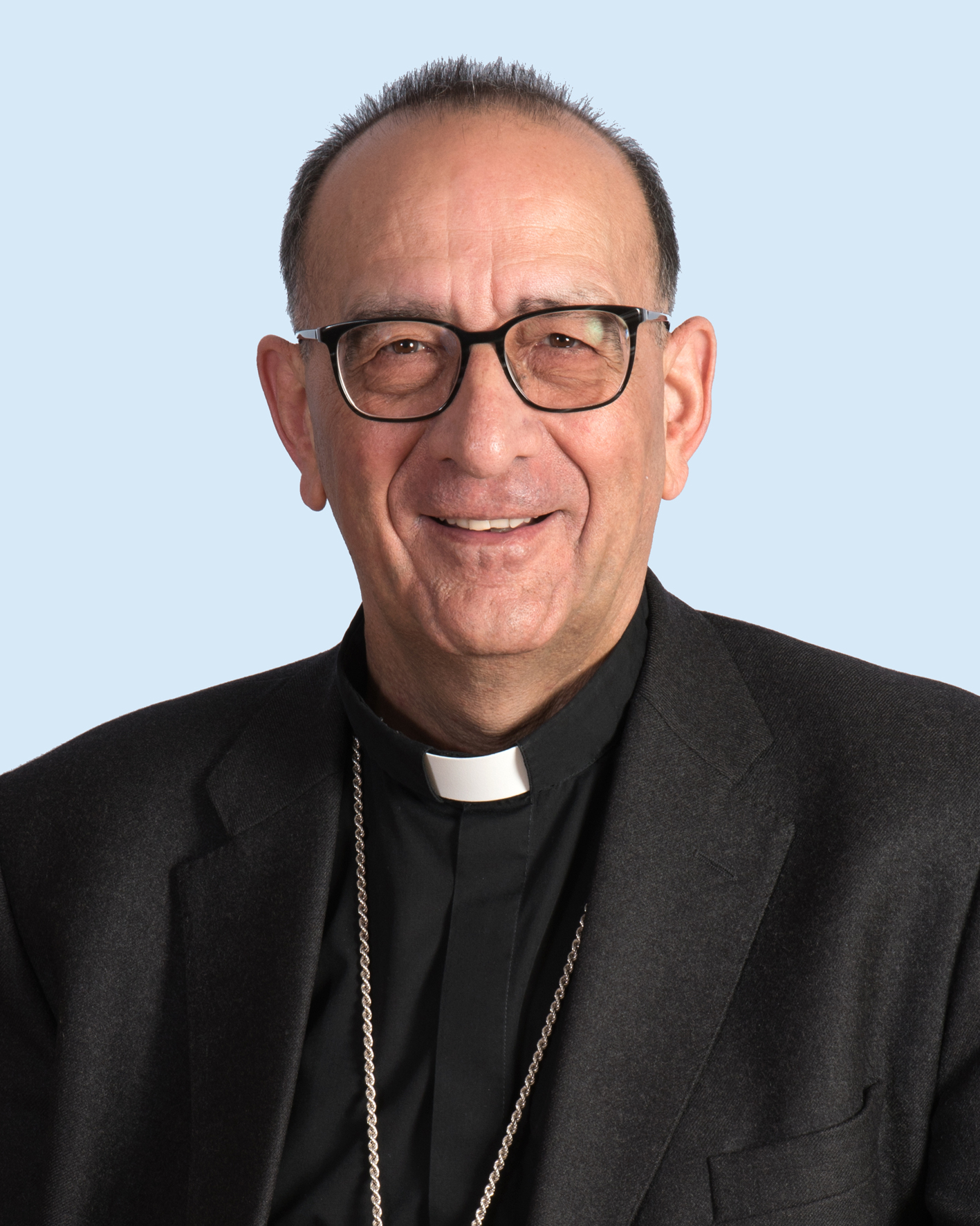
Cardenal Juan José Omella, arzobispo

Desde su elevación a archidiócesis en 1964, el entonces obispo Gregorio Modrego y Casaus pasó a ser el primer arzobispo y ha estado gobernada por 6 prelados, los cuales son:
| Título    | Nombre                    | Período   | Destino  |  | Título    | Nombre                      | Período   | Destino  |
| Arzobispo | Gregorio Modrego y Casaus | 1942-1967 | Renuncia |  | Arzobispo | Ricard Maria Carles i Gordó | 1990-2004 | Renuncia |
| Arzobispo | Marcelo González Martín   | 1967-1971 | Toledo   |  | Arzobispo | Lluís Martínez i Sistach    | 2004-2015 | Renuncia |
| Arzobispo | Narciso Jubany Arnau      | 1971-1990 | Renuncia |  | Arzobispo | Juan José Omella Omella     | 2015-pte. |          |

Gregorio Modrego y Casaus fue el prelado que por más tiempo gobernó la sede episcopal de Barcelona, pues estuvo desde 1942 hasta 1967. En cambio, Marcelo González Martín fue quien menos tiempo estuvo al frente del episcopado, pues duró desde 1967, hasta 1971.
La archidiócesis de Barcelona es dirigida por el arzobispo metropolitano Juan José Omella Omella, quien fue nombrado el 6 de noviembre de 2015 y tomó posesión de la archidiócesis el 26 de diciembre siguiente. Recibió el palio arzobispal de manos del papa Francisco el 29 de junio de 2016 en Roma. Los obispos auxiliares ayudan en la administración de la archidiócesis como parte de la curia diocesana.